# Jean Fleury (militaire)
Pour les articles homonymes, voir Jean Fleury (homonymie) et Fleury.
Jean Fleury, né le 1er décembre 1934 à Brest, est un militaire français.

## Biographie
Entré dans l'armée de l'air en 1952, pilote de chasse, il a été chef d'état-major particulier du président de la république François Mitterrand (1987-1989), puis chef d'état-major de l'Armée de l'air durant la fin de la guerre froide et la guerre du Golfe (1989-1991).
Il est président d'Aéroports de Paris de 1992 à 1999, où lui succède Yves Cousquer.
Il est président de l'ACI (Airports Council International), association regroupant plus de 1 500 aéroports dans 170 pays différents, de 1998 à 1999.

## Décorations (sélection)
- Grand-croix de la Légion d'honneur (France).
- Commandeur de l'ordre national du Mérite (France).
- Chevalier de l'ordre des Palmes académiques (France).
- Croix de la Valeur militaire (France).
- Médaille de l'Aéronautique (France).
- Croix du combattant (France).
- Médaille commémorative des opérations de sécurité et de maintien de l'ordre (France).
- Commandeur de l'ordre du Mérite de la République fédérale d'Allemagne. (Allemagne).
- Commandeur de la Legion of Merit (États-Unis).
- Commandeur de l'ordre national du Lion (Sénégal).

## Publications
- Faire Face : Mémoires d'un chef d'état-major, Jean Picollec, 1996.
- Le général qui pensait comme un civil : Comparaison entre le commandement militaire et la gestion des entreprises, 2004.
- Le Mystère de la Chesnaie : Une légende bretonne, L'Harmattan, 2007.
- Les guerres du Golfe, Jean Picollec, 2009.
- Ailes françaises en Amérique du Nord 1943-1958, ARDHAN, 2009.
- Le bourbier afghan : Comment en sortir, Jean Picollec, 2011.
- Crise libyenne : la nouvelle donne géopolitique, Jean Picollec, 2012.
- La France en guerre au Mali, Jean Picollec, 2013.